# روبرت إل. كوك
روبرت إل. كوك (بالإنجليزية: Robert L. Cook)‏ هو مهندس وعالم حاسوب أمريكي، ولد في 10 ديسمبر 1952 في نوكسفيل في الولايات المتحدة.